# Генитц, Кевин
Кевин Генитц (люкс. Kevin Geniets); (род. 9 января 1997, Эш-сюр-Альзетт) — люксембургский профессиональный шоссейный велогонщик, выступающий за команду мирового тура «Groupama-FDJ».

## Достижения
2014
1-й Grand Prix François-Faber (юниоры)
2-й  Чемпионат Люксембурга — Индивидуальная гонка (юниоры)
2-й Тур Страны Во (юниоры)
2015
1-й  Чемпион Люксембурга — Индивидуальная гонка (юниоры)
1-й Grand Prix François-Faber (юниоры)
6-й Чемпионат Европы — Групповая гонка (юниоры)
2016
1-й  Чемпион Люксембурга — Индивидуальная гонка U23
1-й  Чемпион Люксембурга — Групповая гонка U23
5-й Чемпионат Люксембурга — Индивидуальная гонка
5-й Чемпионат Люксембурга — Групповая гонка
8-й Чемпионат Европы — Групповая гонка U23
2017
6-й Хроно Наций U23
6-й Тур Фландрии U23
2019
1-й  Чемпион Люксембурга — Индивидуальная гонка U23
2-й Чемпионат Люксембурга — Групповая гонка
6-й Букль де л’Он
7-й Чемпионат Европы — Групповая гонка U23
8-й Париж — Камамбер
8-й Тур Фландрии U23
10-й Гран-при Плюмлека и Морбиана